# Book of Days
Book of Days é um single da cantora Enya, lançado em 1992 pela Warner Music.